# ويليام مور (لاعب كرة قدم أمريكية)
ويليام مور (بالإنجليزية: William Moore)‏ هو لاعب كرة قدم أمريكية أمريكي، ولد في 18 مايو 1985 في هياتي في الولايات المتحدة.

## وصلات خارجية
- ويليام مور على موقع مرجع كرة القدم المحترفة.كوم (الإنجليزية)